# 煎饼岩
煎餅岩（英語：Pancake Rock）是美國的島嶼，位於太平洋海域，屬於阿留申群島中的福克斯群島一部分，由阿拉斯加州負責管轄。距烏姆納克島西岸約3.1（1.9英里）。島長約1.48（0.92英里），2.06（1.28英里）寬。由於該島類似堆疊的煎餅，因此得名之。